# 北濃村
北濃村（ほくのうむら）は、かつて岐阜県郡上郡に存在した村である。1956年に合併で白鳥町となった後、現在は郡上市の一部である。かつての白鳥町の北部に位置する。
村名は美濃北部に由来する。なお、実際の美濃地方の最北の村は高鷲村（現・郡上市）になる。
美濃地方の白山信仰の拠点であった。

## 歴史
- 江戸時代、この地域は郡上藩領であった。宝暦年間の郡上一揆では、大規模な乱闘が行われた（歩岐島騒動）。
- 1897年（明治30年）4月1日 - 前谷村、歩岐島村、長滝村、二日町村、向小駄良村が合併し、北濃村となる。
- 1956年（昭和31年）4月1日 白鳥町（初代）、牛道村と合併し、改めて白鳥町が発足。同日北濃村廃止。

## 学校
- 北濃村立北濃小学校（現・郡上市立北濃小学校）
- 北濃村立北濃中学校（1964年に統合により廃校）

## 交通機関
- 国鉄越美南線
  - 二日町駅・北濃駅[1]
- 国鉄バス名金急行線

## 神社・仏閣
- 長瀧寺
- 長滝白山神社